# Старі Заводи
Старі Заводи (рос. Старые Заводы) — присілок у Ломоносовському районі Ленінградської області Російської Федерації.
Населення становить 49 осіб. Належить до муніципального утворення Горбунковське сільське поселення.

## Географія
Населений пункт розташований на західній околиці міста Санкт-Петербурга.

## Історія
Населений пункт розташований на історичній землі Іжорія.
Згідно із законом від 24 грудня 2004 року № 117-оз належить до муніципального утворення Горбунковське сільське поселення.

## Населення
| 1838 | 1862 | 1997 | 2007 | 2010 | 2012 | 2015 |
| ---- | ---- | ---- | ---- | ---- | ---- | ---- |
| 45   | ↗74  | ↘33  | ↗36  | ↗58  | ↘50  | ↘49  |